# توي ستوري ريسر
توي ستوري ريسر (بالإنجليزية Toy Story Racer) هي لعبة فيديو من إنتاج شركة أكتيفجن وطورت بواسطة شركة ترافيلرز تيلز وتم طرحها في الأسواق لأول مره في 28 فبراير 2001 .

## روابط خارجية
- توي ستوري ريسر على موبي غيمز